# Pëtr Nikitič Tkačëv
Pëtr Nikitič Tkačëv (in russo Пётр Ники́тич Ткачёв? ; Sivcovo, 29 giugno 1844 – Parigi, 4 gennaio 1886) è stato un rivoluzionario e scrittore russo.

## Biografia
Pëtr Tkačëv nacque a Sivcovo, un villaggio presso Velikie Luki, da una famiglia della piccola nobiltà. Rimase orfano del padre nell'infanzia, fece gli studi ginnasiali a San Pietroburgo e nel 1861 s'iscrisse alla facoltà di giurisprudenza. Fu influenzato dalla lettura di Černyševskij, che considerò «il vero padre e fondatore del partito socialista rivoluzionario in Russia».

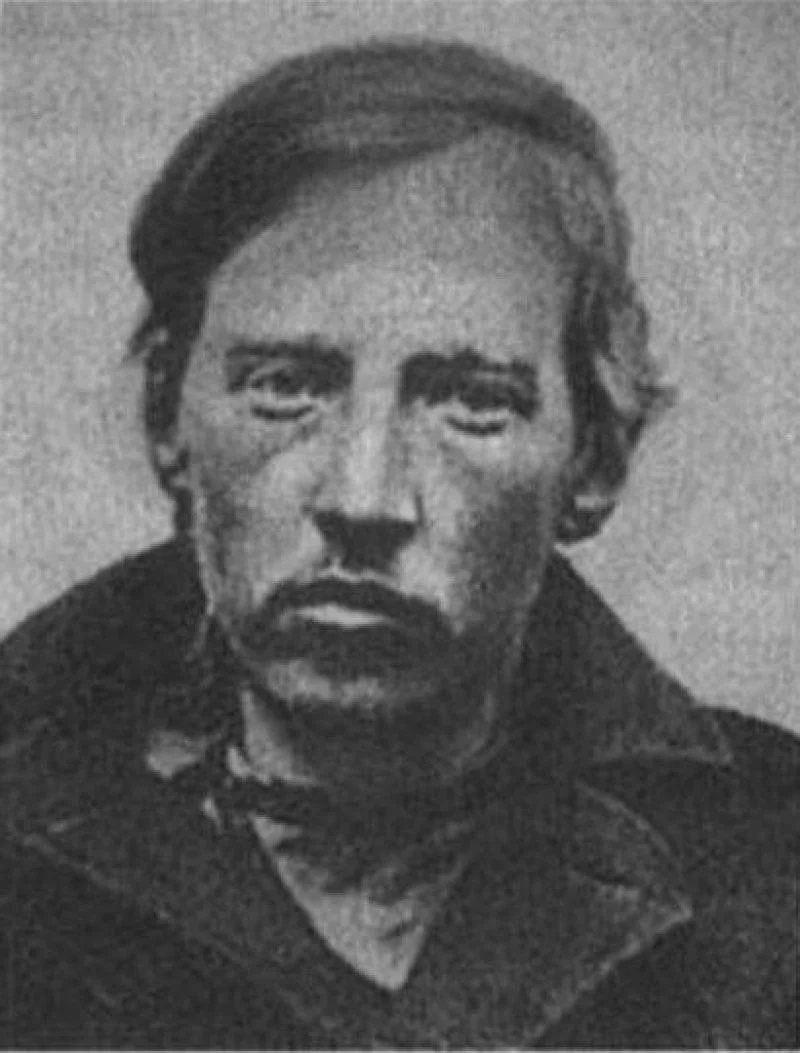
Dmitrij Karakozov

Avendo partecipato a manifestazioni studentesche, nell'ottobre del 1861 fu rinchiuso nella fortezza di Kronštadt. Liberato due mesi dopo, entrò in contatto con Leonid Ol'ševskij, un giacobino seguace della Giovane Russia, con il quale tentò di diffondere un appello ai contadini. Condannato a tre anni di reclusione, fu nuovamente arrestato nel 1865 per aver preso parte a una manifestazione di protesta in un teatro dove si rappresentava un dramma polemico nei confronti del nihilismo.
Nel 1866 fu coinvolto nelle retate della polizia seguite all'attentato di Karakozov contro lo zar Alessandro II. Riconosciuto estraneo ai fatti e liberato, venne in contatto con l'Accademia di Smorgon, una comune di studenti rivoluzionari che progettarono la liberazione di Černyševskij e ad Elizavetgrad tentarono di far saltare il treno su cui viaggiava lo zar. Appoggiò le manifestazioni studentesche del 1869 con il manifesto Alla società e scrisse con Nečaev il Programma di azioni rivoluzionarie, che predicava la nascita di un'organizzazione rivoluzionaria che appoggiasse l'attesa rivolta dei contadini.
Arrestato il 26 marzo 1869, attese in carcere il processo contro gli attivisti della Narodnja Rasprava che si tenne il 15 luglio 1871 e lo vide condannato a un anno e quattro mesi di carcere. Un'altra condanna a otto mesi gli fu irrogata il 13 agosto per uno scritto in cui egli aveva «negato il principio della proprietà con l'intenzione di abbatterne o indebolirne le fondamenta». Scontata la pena, fu confinato a Velikie Luki, da dove nel dicembre 1873 riuscì a fuggire riparando all'estero.
Stabilitosi a Zurigo, scrisse sulla rivista «Vperëd !» (Avanti!), organo dell'emigrazione populista fondata da Lavrov, dal quale, giudicandolo troppo vicino alle idee della socialdemocrazia tedesca, finì per staccarsi. Unitosi a gruppi di emigrati polacchi e russi di idee blanquiste, con Kaspar Turski e pochi altri fondò nel 1875 a Ginevra il periodico «Nabat» (La campana a stormo) che aveva per sottotitolo Organo dei rivoluzionari russi e uscì irregolarmente fino al 1881.
Continuò a seguire gli sviluppi del movimento rivoluzionario russo e, pur senza accettare fino in fondo il terrorismo della Narodnaja Volja, creò a sua imitazione la Società per la liberazione del popolo che ebbe però una scarsa diffusione. Anche il tentativo, compiuto nel 1880, di stampare il «Nabat» in Russia non ebbe successo. Trasferitosi a Parigi nel 1881 per collaborare al giornale blanquista «Ni Dieu, ni maïtre» (Né Dio, né padrone), poté scrivervi pochi articoli, perché nel 1882 si ammalò gravemente. Passò gli ultimi anni in una clinica psichiatrica, morendovi il 4 gennaio 1886.

## Scritti e pensiero

### Il materialismo economico

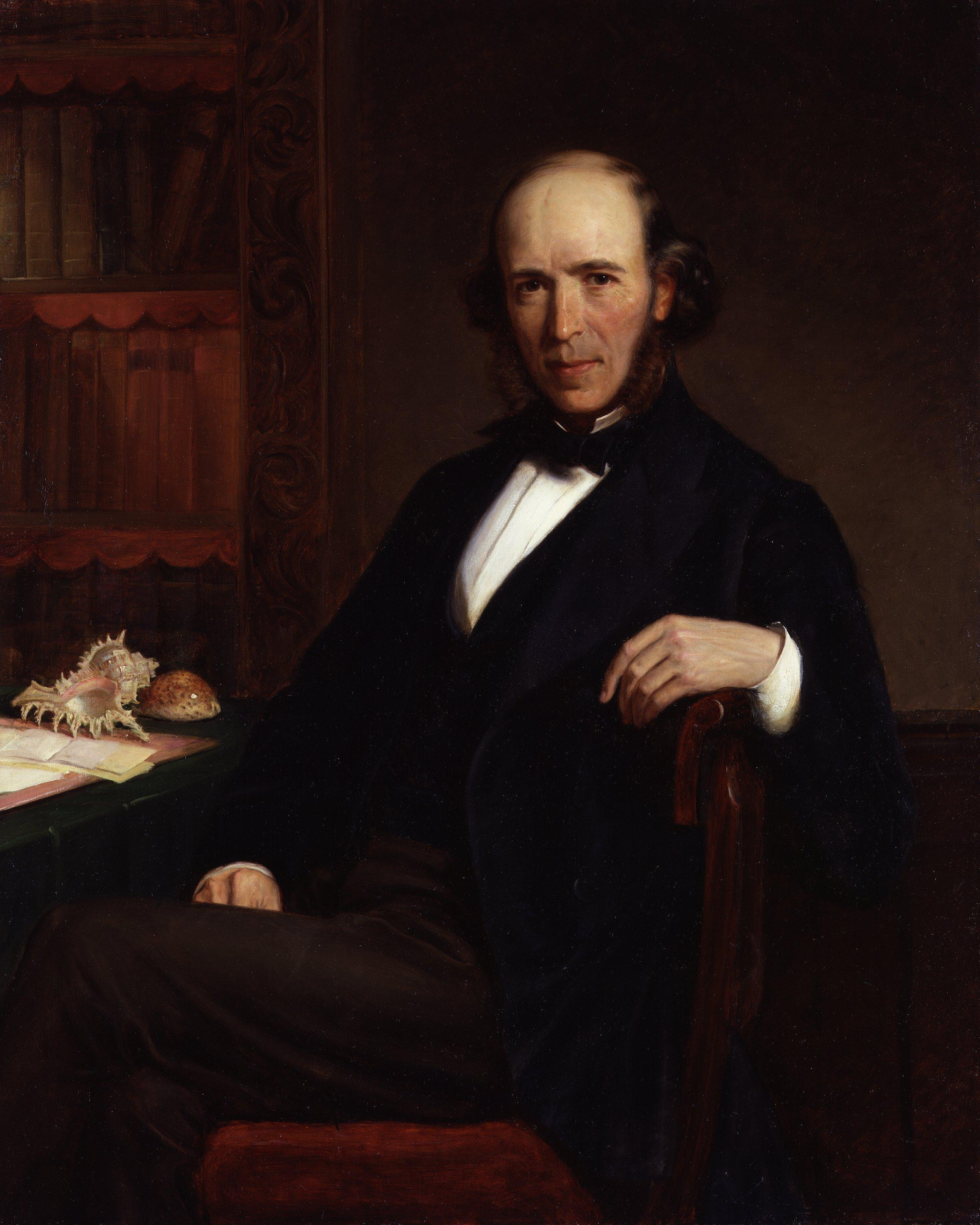
Herbert Spencer

Dal 1862 Tkačëv pubblicò, soprattutto sulle riviste Russkoe slovo e Delo, articoli su problemi giuridici, filosofici, letterari ed economici. Prese posizione contro l'applicazione dei metodi delle scienze esatte e delle leggi dell'evoluzione all'ambito sociale fatta dai positivisti e segnatamente da Spencer: «Di fronte ai fenomeni della natura - scrisse nel 1865 - ci si può comportare obiettivamente, indifferentemente. Con i fenomeni della vita sociale bisogna comportarsi criticamente». I primi possono essere ridotti «a regole generali e a leggi», non i secondi, a meno di «legittimare una gran quantità d'assurdità».
Infatti, la società non è un organismo simile agli organismi viventi. Le leggi dello sviluppo organico e inorganico non dipendono dalla volontà umana, esse «sono eterne, uniformi, non possono essere modificate né sfuggite», mentre le leggi secondo le quali si governa una società sono «i risultati della volontà umana e dell'umano calcolo. Esse nascono e muoiono con la società».
Anche Edgar Quinet, scrivendo La création, si era fatto sostenitore del darwinismo sociale, rinvenendo un'analogia tra la natura e la storia. Tkačëv la giudica una delle «più amate analogie correnti nella sofistica contemporanea». Per esempio, una cosa è la lotta per l'esistenza che si verifica nella natura e concorre al perfezionamento della specie, altra cosa è la lotta per l'accumulazione del capitale, che è una lotta economica e non rappresenta «né lo scopo finale del progresso civile, né la misura della perfezione di un'organizzazione sociale».
Del resto, tra natura e storia umana esiste un'opposizione, perché la società ha per scopo di evitare la selezione naturale e abolire la lotta per l'esistenza. È però vero che, nella società, alla lotta degli individui si è sostituita la lotta per il possesso delle cose e per l'accumulazione della ricchezza, e questa è una sopravvivenza della selezione naturale contraria allo scopo per il quale la società è stata creata. E allora chi applica il darwinismo alla convivenza umana fa un'apologia della lotta economica giustificando questa contraddizione, mentre invece il progresso umano consiste proprio nel sopprimere tale contraddizione rimasta nella società.
Alla base dell'interpretazione della storia umana Tkačëv pone il «materialismo economico». Questa concezione deriva dalla cultura dell'Europa occidentale, scriveva nel 1865, formulata già nel 1859 nella Zur Kritik der politischen Ökonomie dal «noto fuoruscito tedesco Karl Marx», ed è «diventata comune a tutti gli uomini pensanti e onesti, né una persona intelligente può trovare contro di lei una qualsiasi seria obiezione».
Anche il giurista tedesco Heinrich Dankwardt ha indicato «lo stretto legame esistente tra la sfera economica e quella giuridica della vita sociale, ha mostrato che il diritto civile null'altro è se non un determinato riflesso della vita economica di un popolo», e in Russia Julij Žukovskij aveva scritto che «le esigenze economiche dirigono la politica e il diritto [...] l'attività politica degli individui e dei partiti è il riflesso dei loro interessi economici».

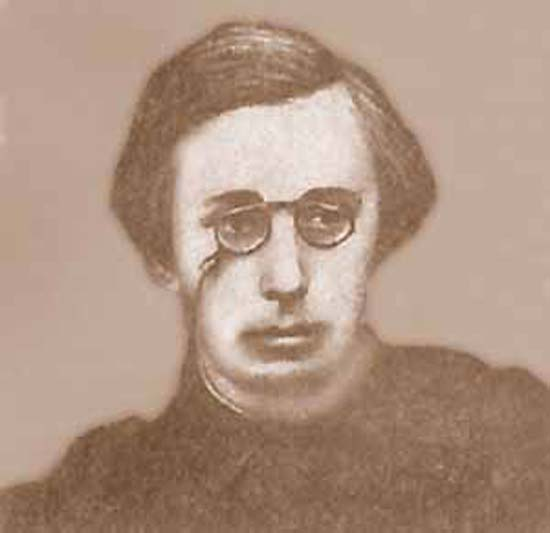
Varfolomej Zajcev

Nel 1865 Tkačëv scrisse un saggio sul razionalismo che gli fu sequestrato dalla polizia, nel quale faceva la storia del pensiero moderno, mettendolo in relazione con lo sviluppo del capitalismo, nel 1867, nello saggio Idealisti e filistei tedeschi spiegava con la sopravvivenza del feudalesimo in Germania il sorgere della filosofia idealista e lo stesso carattere tedesco, e nel 1869, in un articolo pubblicato sul Delo, Tkačëv tornava a sostenere che «tutti i fenomeni del mondo morale e intellettuale corrispondono in ultima analisi ai fenomeni del mondo economico e alla "struttura economica" della società, per usare l'espressione adoperata da Marx», individuando nell'Illuminismo l'espressione delle trasformazioni sociali avvenute nel Settecento.
Tkačëv proseguì l'indagine della natura della società, dell'ideologia e del carattere dei tedeschi traducendo con Varfolomej Zajcev i tre volumi dell'Allgemeine Geschichte des großen Bauernkrieges di Wilhelm Zimmermann, che recensì nel Delo. La rivolta dei contadini tedeschi nel XVI secolo fu schiacciata grazie all'alleanza della nobiltà feudale e della borghesia. Il legame tra queste due classi si mantenne nei secoli per il timore di una nuova rivolta contadina e la borghesia non poté compiere la sua rivoluzione, come era avvenuto in Inghilterra e in Francia. La conseguenza fu che in Germania si ebbe una società divisa in caste, i contadini trovarono sollievo dalla loro condizione di miseria rifugiandosi nella superstizione e il borghese divenne un filisteo: «non gli restò che rinunciare completamente alla vita e gettarsi nel mondo illimitato dei sogni metafisici».
Dal materialismo economico Tkačëv non traeva solo un metodo di analisi sociale, ma anche l'idea che occorresse procedere verso la realizzazione di una completa eguaglianza degli esseri umani, economica, culturale e persino «organica, fisica», secondo un utopismo che superava quello di Babeuf e di Buonarroti: «quando tutte le persone saranno incondizionatamente eguali, quando tra di loro non sussisterà nessuna differenza dal punto di vista intellettuale, né morale, né fisico, allora esse parteciperanno in modo del tutto eguale ai redditi della produzione e ogni valutazione speciale del loro lavoro diventerà interamente superflua».
L'uguaglianza assoluta, «organica, fisiologica, condizionata da una medesima educazione e da una comunanza delle condizioni di vita» era per lui «lo scopo finale, l'unico possibile, dell'umana società, il criterio supremo del progresso storico e sociale». Quanto avvicinava la società a questo obiettivo era progressivo, regressivo tutto ciò che l'allontanava. Poco valore avevano perciò le iniziative dei socialisti alla Louis Blanc che si proponevano soltanto un miglioramento delle condizioni di vita dei lavoratori nella società capitalistica, o dei progetti di Proudhon che Tkačëv criticava sulla scorta della Miseria della filosofia di Marx. Migliore considerazione riceveva il cooperativismo statale di Lassalle, a condizione che lo Stato non fosse nelle mani dei capitalisti.
Il valore dell'utopia consiste nel fatto che essa è un ideale astratto, e «più astratto è un ideale, tanto più è logico. Costruendolo, l'uomo è guidato soltanto dalle leggi della logica pura. In esso non vi possono essere né contraddizioni, né illogismi. Tutto viene dedotto da un'idea, tutto è equilibrato e armonico». Nel 1869 tradusse e pubblicò il libro di Ernst Becher Il problema operaio nel suo significato contemporaneo e i mezzi per risolverlo, corredandolo di note e aggiungendovi in appendice il progetto della «Banca del popolo» di Proudhon e lo statuto dell'Internazionale. In quelle note, che gli costarono una condanna a otto mesi di carcere, Tkačëv osservava che il valore dell'Internazionale socialista consisteva nell'aver riunito «tutti gli operai, acquistando così un'immensa forza di fatto», avvicinando «l'utopia astratta alla realtà effettiva».
Restava da colmare «l'abisso» esistente «tra il vecchio e il nuovo ordine», e il passaggio dall'uno all'altro non poteva essere pacifico, come dimostrava la storia: «per distruggere il potere dei feudatari fu necessario il terrorismo del potere monarchico, per far cadere la monarchia di Luigi XVI fu indispensabile il terrorismo della borghesia».

### Gli intellettuali e la rivoluzione
Si poneva così il problema politico del rovesciamento del sistema esistente. Questo compito non poteva essere assolto, secondo Tkačëv, dall'iniziativa spontanea dei contadini russi, la maggioranza della popolazione che però, «per la sua forma mentis e per il suo modo di vita si trovava vicina alle condizioni dei primitivi», ma poteva nascere dall'élite intellettuale russa, una minoranza «che stava all'avamposto dell'intelligencija europea».
Prima della liberazione dei servi, gli intellettuali provenivano tutti dalle classi privilegiate ed erano portatori dei loro interessi. Le nuove generazioni di intellettuali provenivano dalla classe «intermedia tra quelli che hanno una solida base economica e quelli che non la posseggono affatto». Dovevano vivere del proprio lavoro e sentivano la precarietà della loro condizione sociale, e poiché «quanto più un uomo sente la propria dipendenza dagli altri, tanto più fortemente e chiaramente gli si presenta la necessità d'una integrale solidarietà degli esseri umani», era sorta in loro la convinzione che «la felicità dei singoli è impossibile senza la felicità di tutti, che la felicità personale è irrealizzabile senza quella di tutta la società».
Tuttavia la società russa si andava aprendo allo sviluppo capitalistico e le riforme attuate rendevano necessaria la creazione di un nuovo apparato burocratico. L'aumento dell'offerta di lavoro intellettuale dava la possibilità agli scontenti «di crearsi una nuova posizione definita e solida». La società sembrava dire loro: «sviluppate l'industria e il commercio, razionalizzate l'agricoltura, insegnate a leggere al popolo, fondate banche, ospedali, costruite ferrovie, e io vi assicurerò una buona e solida ricompensa [...] e v'accorderò un senso di soddisfazione, scacciando così la vostra malinconia».
Coloro che non avessero accettato o non fossero riusciti a inserirsi nello sviluppo economico borghese e nello Stato uscito dalle riforme avrebbero potuto costituire le nuove figure di rivoluzionari, cui incombevano due rischi. Quello di ritenere di esser loro a cambiare la società indicando a tutti la via del progresso con il loro lavoro intellettuale, era un'«ingenua autoadulazione» che li avrebbe allontanati dal popolo. Rivolgendosi a loro, Tkačëv scriveva che «in realtà voi andate là dove vi spingono, non siete che l'eco della vita, il riflesso delle esigenze, dei sogni, delle tendenze pratiche, della routine quotidiana»
Il rischio opposto era quello di credere di dover imparare tutto dal popolo, rimettendosi totalmente al «genio del popolo», ma «l'idealizzazione della folla non civilizzata è una delle illusioni più pericolose e diffuse» creata da idealisti che, stando nel buio, avevano cercato invano «un punto luminoso e, poiché esso in realtà non esisteva, l'avevano inventato». I rivoluzionari - gli «uomini del futuro», li chiamava elusivamente Tkačëv per sfuggire alla censura - dovevano essere uomini realisti, «né asceti, né egoisti, né eroi», mossi da «un'idea appassionata, far felice la maggioranza degli uomini», un'idea che è l'unico compito della loro azione e alla quale «tutto viene sottoposto, tutto viene sacrificato».
Tkačëv collaborò con Nečaev alla formazione del piccolo movimento della Narodnaja Rasprava. Fallita quell'esperienza, continuò in Svizzera, dove si era rifugiato alla fine del 1871, a sostenere le sue idee, premendo per un'accelerazione dei tentativi rivoluzionari. Nel 1874 scrisse sul Vperëd di Lavrov che «ogni timore sarebbe oggi criminale, ogni incertezza, ogni rinvio, equivale a un tradimento della causa del popolo».
Seguiva un'analisi della situazione sociale della Russia. A suo dire, la classe dei nobili latifondisti era debole sia per numero che per influenza politica e pochi erano i borghesi. E queste erano condizioni favorevoli per il successo della rivoluzione. Ma incombevano mutamenti che avrebbero reso molto difficile ogni tentativo rivoluzionario. Lo sviluppo capitalistico, con la formazione di una borghesia finanziaria, commerciale e industriale, la dissoluzione dell'«obščina» - la comunità rurale su cui i populisti riponevano tante speranze - e la formazione di una classe di contadini ricchi, i kulaki: «man mano che queste classi si formeranno e si rafforzeranno, la situazione del popolo inevitabilmente peggiorerà e le chance di successo di un rivolgimento violento diverranno sempre più problematiche. Ecco perché non possiamo aspettare».
Il giacobinismo e il populismo intransigente di Tkačëv, per il quale l'esistenza dell'obščina e una formazione sociale pre-capitalistica rappresentavano le migliori condizioni per la rivoluzione socialista, si scontrarono con il populismo eclettico di Lavrov, socialista affiliato all'Internazionale, sostenitore dell'educazione del popolo, del proselitismo nelle campagne e delle riforme democratiche. A Tkačëv, sotto la politica del «passo dopo passo», pareva che trovassero posto «tutte le sfumature del partito progressista, cominciando dal borghese liberale e finendo col socialista rivoluzionario».
La «gente civilizzata» non fa la rivoluzione, notava Tkačëv, la fa il popolo «agendo sempre al di fuori di ogni calcolo e coscienza». Compito del rivoluzionario è di organizzare le forze incanalando lo scontento sempre diffuso nelle masse popolari «verso determinati scopi, portando questo grossolano elemento materiale verso principi ideali». Attendere che la maggioranza fosse stata istruita sui principi democratici e socialisti, come predicava la socialdemocrazia dell'Europa occidentale, significava rendere «impensabile un rivolgimento sanguinoso e violento», e in Russia avrebbe avuto altresì fatto dimenticare «l'insensato dispotismo dell'autocrazia, il rivoltante arbitrio del rapace governo, la nostra generale mancanza di ogni diritto, il nostro vergognoso schiavismo».
La rottura con Lavrov e con la redazione del Vperëd veniva formalizzata con la pubblicazione a Londra, nell'aprile del 1874, dell'opuscolo I compiti della propaganda rivoluzionaria in Russia, nel quale mostrava un avvicinamento alla tesi di Bakunin di una naturale propensione del popolo alla rivolta. Conosciuto lo scritto, in due articoli sul Volkstaat Engels satireggiò l'«infantilismo» di Bakunin e dei teorici della «rivoluzione in qualunque momento», che si erano condannati all'isolamento ma che ora, con lo sviluppo del movimento operaio internazionale, avrebbero potuto giovarsi «della critica che veniva dall'Occidente, dei mutui rapporti dei diversi movimenti occidentali, della fusione che finalmente veniva compiendosi del movimento russo in quello europeo».
Tkačëv rispose subito con una Lettera aperta al signor Friedrich Engels, nella quale lo accusava di non conoscere la realtà russa e sottolineava la peculiarità della situazione della Russia rispetto ai paesi dell'Europa occidentale: «noi non abbiamo proletariato cittadino, non c'è da noi libertà di stampa, non assemblee rappresentative», non sindacati e nessuna possibilità legale di propaganda politica.
Ma questo non significava, secondo Tkačëv, che la rivoluzione fosse più difficile a farsi in Russia, al contrario, perché «se non abbiamo proletariato cittadino, non abbiamo neppure borghesia. Tra il popolo oppresso e lo Stato che lo schiaccia col suo dispotismo, non c'è da noi una classe media. Di fronte ai nostri operai sta unicamente la lotta contro il potere politico», e tra le forze rivoluzionarie Tkačëv aggiungeva il contadino dell'obščina che era «comunista per istinto e per tradizione».

### Il partito e il programma della rivoluzione
L'avvicinamento a Bakunin durò poco. Nel novembre del 1875 Tkačëv fondò a Ginevra, con un gruppo di blanquisti polacchi e russi, il periodico «Nabat» (La campana a stormo). Vi precisò la necessità che le forze rivoluzionarie si unissero e si organizzassero in partito, il «partito social-rivoluzionario», abbandonando l'illusione anarchica che il movimento rivoluzionario potesse sorgere per «evoluzione naturale», e superando la fase dei gruppi sparsi e isolati. Organizzato con un'unica direzione, in cui si accentrasse il potere delle decisioni e si decentrassero le funzioni, il partito rivoluzionario doveva avere per «scopo prossimo e immediato» la conquista del potere statale e «la trasformazione dello Stato conservatore in uno Stato rivoluzionario».
La prima fase dell'azione rivoluzionaria sarebbe stata necessariamente violenta, distruttiva, e avrebbe avuto successo se condotta sotto un unico comando con «disciplina, rapidità, decisione e unità». La seconda fase, costruttiva, sarebbe stata condotta esercitando la forza morale della convinzione. Una Narodnaja duma, un'assemblea popolare convocata subito dopo la conquista del potere, avrebbe sanzionato l'attività del nuovo Stato rivoluzionario.
I punti principali del programma rivoluzionario sarebbero stati: graduale trasformazione dell'attuale obščina - in cui la terra era assegnata in possesso temporaneo ai singoli contadini - in obščina comune, fondata sul lavoro collettivo; espropriazione graduale dei mezzi di produzione; introduzione graduale di «istituti sociali atti ad abolire la necessità di un qualsiasi intermediario nello scambio dei prodotti»; introduzione di un «sistema obbligatorio d'educazione sociale, eguale per tutti e integrale»; annientamento graduale della famiglia esistente, «fondata sulla sottomissione della donna, la schiavitù dei figli e l'arbitrio egoistico dell'uomo»; sviluppo dell'auto-amministrazione collettiva, con graduale «annullamento delle funzioni centrali del potere statale».
Polemizzò con la Comunità rivoluzionaria, un circolo anarchico ginevrino, con César de Paepe (1841–1890) e con Stato e anarchia di Bakunin, in una serie di articoli pubblicati nel 1876 sulla «Nabat» e poi raccolti nel 1879 nell'opuscolo L'anarchia del pensiero. A tutti gli anarchici rimproverava il rifiuto del partito rivoluzionario e l'idea di dissolvere lo Stato in una miriade di amministrazioni locali autonome, che pure avrebbero costituito altrettanti singoli poteri materiali.
Combatté il mito nazionale dell'obščina caro agli slavofili che veniva accettato, in quell'accezione, anche da taluni populisti, e polemizzò contro coloro, che egli chiamava «rivoluzionari-reazionari», che pensavano di preparare la rivoluzione creando nei villaggi russi cooperative agricole e artigiane. Ai suoi occhi, questo significava introdurre elementi della società borghese, facendo il gioco dei kulaki e ritardando la rivoluzione.
Tkačëv sostenne fino all'ultimo l'idea che la rivoluzione dovesse essere condotta da un'élite, sul modello giacobino, guardando con favore la nascita della Narodnaja Volja, pur senza condividerne la tattica terroristica. Ricordando sul «Ni Dieu, ni maître», il 9 gennaio 1881, la figura di Blanqui, scrisse che «a lui, alle sue idee, alla sua abnegazione, alla lucidità del suo spirito, alla sua chiaroveggenza dobbiamo la gran parte del progresso che ogni giorno si compie nel movimento rivoluzionario della Russia. Sì, lui è stato il nostro ispiratore e modello nella grande arte della cospirazione».

## Opere
- Opere scelte su temi social-politici (a cura di Boris Pavlovič Koz'min), 6 voll., Mosca, Editrice della Società degli ex-detenuti ed esuli politici, 1932-1937